# Маркус Яким
Яким Маркус — український галицький селянин із Жулина, громадський діяч. Діяч РУРП, делегат Української Національної Ради ЗУНР, предсталяв Стрийський повіт.